# ساحة فوج
ساحة فوج (بالفرنسية: Place des Vosges)‏ ساحة من ساحات باريس في الدائرة الرابعة في باريس وهي أحد مواقع التراث العالمي، تقع على الأطراف الشرقية لحي مارية بالقرب من ساحة الباستيل.

## التاريخ

خريطة ساحة فوج ونرى فيها الكنيس اليهودي التاريخي

بنيت هذه الساحة في عام 1605 لتكون ساحة من ساحات حي ماريه في زمن الملك هنري الرابع.، في القرن التاسع عشر اشترى فيكتور هيغو بيتاً في تلك الساحة وسكنه وقد تحول هذا البيت إلى متحف فيكتور هوغو.

## العمارة

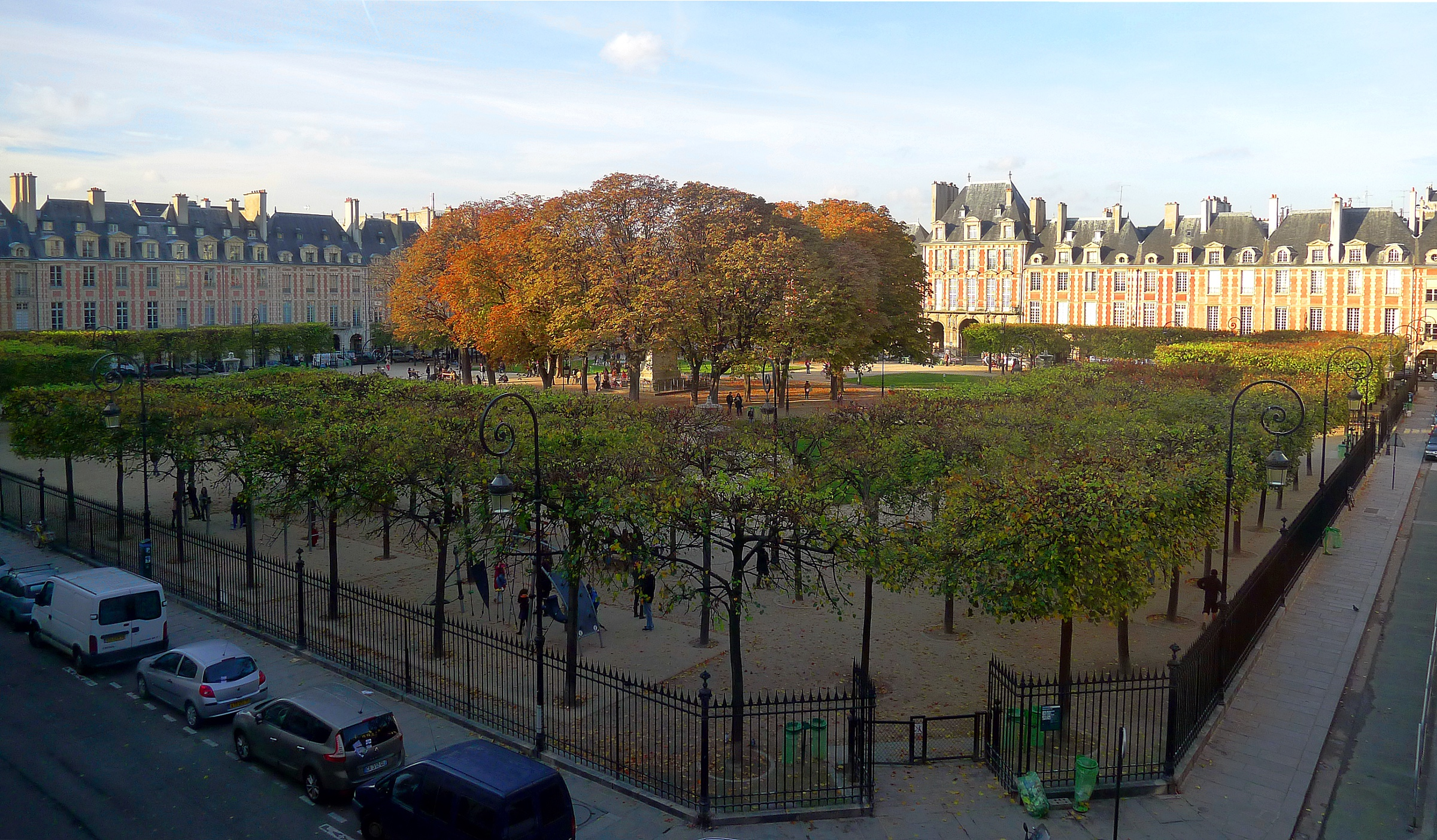
الحديقة الداخلية

بنيت جوانب الساحة على شكل قناطر يستطيع المارة أن يمروا دون التبلل بالمطر أو ان تصيبهم أشعة الشمس، أما البهو الداخلي للساحة فهو عبارة عن حديقة مع نافورة، وتستطيع السيارات أن تمرّ بين الأبنية المحيطة والحديقة.

## المعالم
تعتبر ساحة فوج كأحد المعالم السياحية والمواقع الأثرية في باريس وأهم معالمها هي :
- منزل فكتور هيغو.